# Matija Ban
Matija Ban (Petrovo Selo, 16. prosinca 1818. – Beograd, 14. ožujka 1903.) bio je pjesnik, dramatičar i diplomat iz Dubrovnika. Poznat je kao jedan od najranijih zagovornika Dubrovačkog srbokatoličkog pokreta. Pisao je pjesme i povijesne drame. Bio je čelnik tiskovnog ureda vlade Srbije od 1880. i profesor na Beogradskom Liceju.

## Životopis
Matija Ban rođen je 16. prosinca 1818. u Petrovu Selu kod Dubrovnika. Nakon završene gimnazije u Dubrovniku privatno je slušao filozofiju kod Anđela Maslača i pedagogiju kod Nika Arbanasa. U franjevački red stupio je 1834. godine, ali ga je već 1835. napustio.
Bio je pristaša ilirskog pokreta i zagovornik ujedinjenja Dalmacije s Kraljevinom Hrvatskom, a kasnije se zalagao za ujedinjenje svih južnoslavenskih naroda. Pisao je drame, epske i lirske pjesme te povijesne i književne rasprave. Od 1839. do 1844. boravio je u Osmanskom Carstvu – u Carigradu i Bursi. Redoviti član Društva srpske slovesnosti (DSS) postao je 12. siječnja 1858. godine.
Umro je 14. ožujka 1903. u Beogradu. Njegova vila na Banovu brdu oštećena je tijekom austrougarskog bombardiranja Beograda 1914. godine.